# 新島弥生
新島 弥生（にいじま やよい、1975年2月28日 - ）は、日本の元アイドル歌手、元女優、元タレント。活動当時は渡辺プロダクション → アップトゥワンに所属していた。

## 来歴
大阪府大阪市淀川区出身。母親は元ファッションモデルで、自身も3歳のときにチャイルドモデルの仕事をしていた。
小学生のときに映画『里見八犬伝』を観て主演女優の薬師丸ひろ子に感激し、女優になることを決意する。小学5年生から中学生時代までは、学校の演劇部でクラブ活動をしていた。
1988年に東鳩オールレーズンプリンセスコンテストに出場し、グランプリを獲得。同コンテストに出場した豊田樹里（後の松田樹利亜）たちとともにアイドルグループ・EGG5のメンバーに選ばれるも、企画そのもののお蔵入りによってグループは消滅。翌1989年に公開の映画『びんばりハイスクール』で、ソロでの芸能界デビューを果たす。
1990年、堀越高等学校への入学とともに上京。この年に公開された映画『おあずけ』で、桜井幸子とともに異母姉妹の役で初主演を務めた。1991年には任天堂『ゼルダの伝説 神々のトライフォース』のテレビCMにゼルダ姫役で出演。1992年1月にはポニーキャニオンからシングル「星は泣かない」で歌手デビューし、各地の学園祭に参加した。
高校を卒業後には東京農業大学へ進学。KBSラジオ『はいぱぁナイト』木曜のアシスタントを長く務めたほか、『森田一義アワー 笑っていいとも!』などのテレビ番組にもゲスト出演。1993年には映画『乳房』やミュージカル『ZERO-CITY2001』に、1995年には伊集院光監督・主演作品『FATMAN BROTHERS 百貫探偵』に出演した。
後に大学を卒業。1998年にはワニブックスからヌード写真集をリリースし、徳間ジャパンコミュニケーションズから発売された主演オリジナルビデオ『報復攻撃 美しき殺人者』でもヌードを披露した。
1999年頃に芸能界を引退した。

## 人物
タレント時代には、ミュージカル好き（特に劇団四季）でジャッキー・チェンのファンであることを公言していた。学習研究社『BOMB』1993年4月号では、ジャッキーとの対談を実現させている。
またこの当時は心霊話も好きで、中学生のときに霊感に目覚めた。上京後には、さらに怪奇現象に遭うことが増えたという。

## 出演

### 映画
- びんばりハイスクール (製作：1989年/公開：1990年、東映クラシックフィルム） - 片山渚 役
- おあずけ (1990年） - 主演・田村由美 役
- 乳房 (1993年、東映/東北新社） - アイドル歌手 役
- 銃爪 (1998年、ビジョンスギモト/アルゴ・ピクチャーズ）

### CM
- スーパーファミコン用ソフト ゼルダの伝説 神々のトライフォース（1991年、任天堂） - ゼルダ姫 役

### ラジオ番組
- はいぱぁナイト（1992年 - 1996年、KBSラジオ）

### 舞台
- ZERO-CITY2001（1993年）
- 沈まない船（1994年）

### オリジナルビデオ
- FATMAN BROTHERS 百貫探偵（1995年、バンダイビジュアル/プレイビル パブリッシャーズ）
- 報復攻撃 美しき殺人者（1998年、徳間ジャパンコミュニケーションズ） - 主演・上原美幸 役

### テレビドラマ
- 水戸黄門 第24部 第21話「鬼と呼ばれた父の真実-鳥取-」（1996年、TBS） - 加奈 役

## ディスコグラフィ

### シングル
| 枚               | 発売日           | タイトル               | c/w                | 形態             | 規格品番         | オリコン最高位   |
| ポニーキャニオン | ポニーキャニオン | ポニーキャニオン       | ポニーキャニオン   | ポニーキャニオン | ポニーキャニオン | ポニーキャニオン |
| ---------------- | ---------------- | ---------------------- | ------------------ | ---------------- | ---------------- | ---------------- |
| 1st              | 1992年1月8日     | 星は泣かない           | 赤いピアノ弾いた   | 8cmCD            | PCDA-00266       | 62位             |
| 2nd              | 1992年4月17日    | 恋はあせらず           | Believe            | 8cmCD            | PCDA-00296       | 64位             |
| 3rd              | 1992年7月17日    | なんて哀しいSILENCE    | どうぞエモーション | 8cmCD            | PCDA-00330       | 53位             |
| 4th              | 1992年10月21日   | ちょっとしたリグレット | 片思いGAME         | 8cmCD            | PCDA-00369       | 94位             |
| 5th              | 1993年10月21日   | 哀しみにさらわれて     | あなたがいる距離   | 8cmCD            | PCDA-00492       | 圏外             |

### アルバム

#### オリジナル・アルバム
|                  | 発売日           | タイトル         | 規格             | 規格品番         | オリコン最高位   |
| ポニーキャニオン | ポニーキャニオン | ポニーキャニオン | ポニーキャニオン | ポニーキャニオン | ポニーキャニオン |
| ---------------- | ---------------- | ---------------- | ---------------- | ---------------- | ---------------- |
| 1st              | 1992年6月19日    | sucre            | CD               | PCCA-00373       | 97位             |
| 2nd              | 1993年3月3日     | un jour          | CD               | PCCA-00433       | 86位             |

#### ベスト・アルバム
|                  | 発売日           | タイトル                       | 規格             | 規格品番         | オリコン最高位   |
| ポニーキャニオン | ポニーキャニオン | ポニーキャニオン               | ポニーキャニオン | ポニーキャニオン | ポニーキャニオン |
| ---------------- | ---------------- | ------------------------------ | ---------------- | ---------------- | ---------------- |
| 1st              | 2003年5月21日    | Myこれ!クション 新島弥生ベスト | CD               | PCCA-01891       | 圏外             |

### タイアップ曲
| 楽曲               | タイアップ         | 収録作品                       |
| ------------------ | ------------------ | ------------------------------ |
| 哀しみにさらわれて | 映画『乳房』挿入歌 | シングル「哀しみにさらわれて」 |

## 作品

### 写真集
- 楽園をさがして C'est le Paradis!（1993年、学習研究社）
- Preview（1998年、ワニブックス、ISBN 4-8470-2482-6）

### ビデオ
- 新島弥生 Pure Blue（1998年、スコラ、ISBN 4-7962-3095-5）